# Dorotea de Schleswig-Holstein-Sonderburg-Beck
Dorotea de Schleswig-Holstein-Sonderburg-Beck, también conocida como Dorotea de Holstein-Beck y Dorotea von Ziedewitz (24 de noviembre de 1685 - 25 de diciembre de 1761), fue una princesa de la Casa de Oldemburgo y por matrimonio margravina de Brandeburgo-Bayreuth-Kulmbach.

## Familia

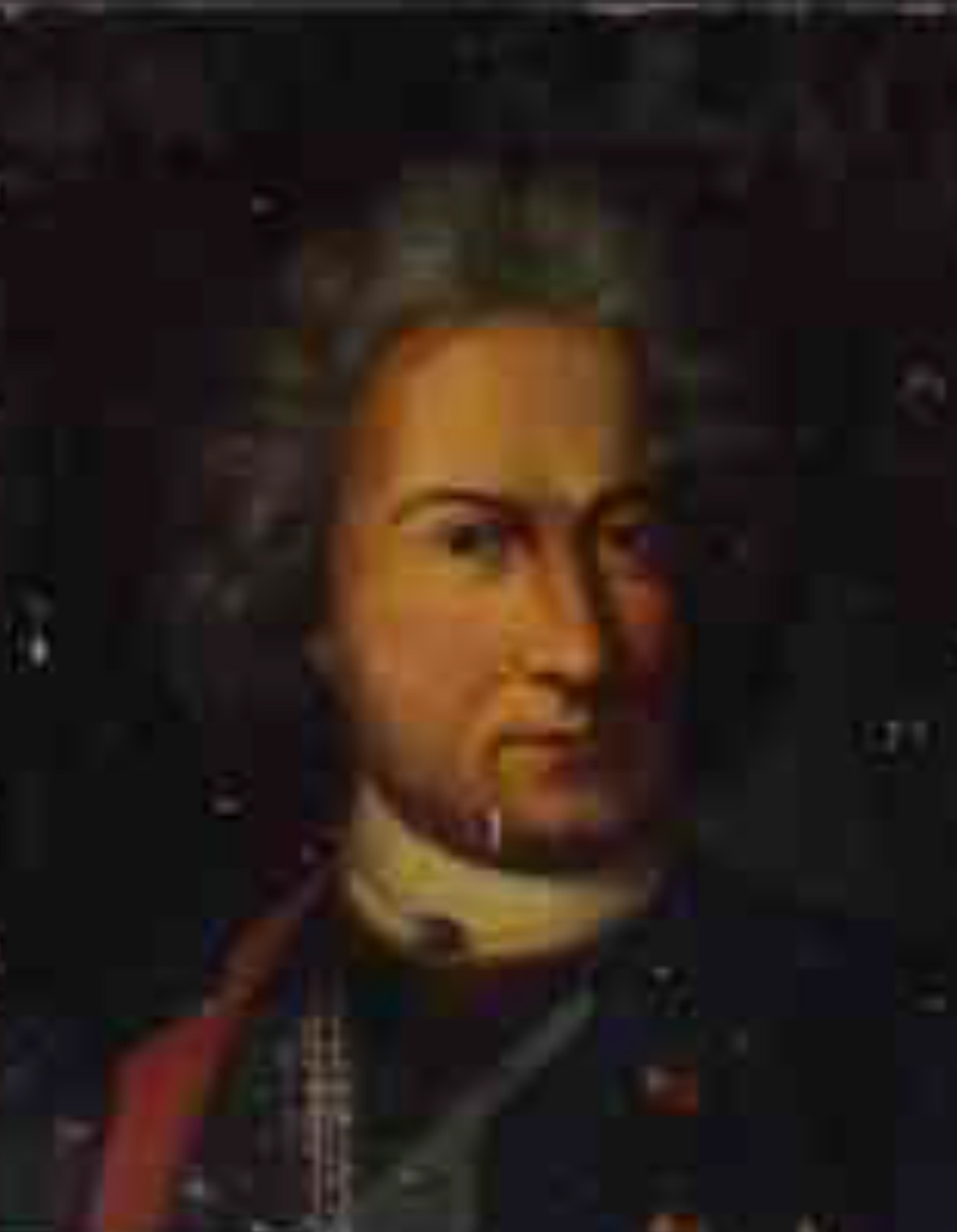
Federico Luis de Schleswig-Holstein-Sonderburg-Beck (nacido el 6 de abril de 1653 en Beck; el 7 de marzo de 1728 en Königsberg), duque de Schleswig-Holstein-Sonderburg-Beck y mariscal de campo general desde 1719.

Era la mayor de los trece hijos del Duque Federico Luis de Schleswig-Holstein-Sonderburg-Beck, con su esposa Luisa Carlota de Schleswig-Holstein-Sonderburg-Augustenburg. De todos sus hermanos, solo siete alcanzaron la edad adulta: Federico Guillermo II, quien heredó Beck después de suceder a su padre; Carlos Luis, después marido de la Condesa Orzelska y gobernante de Beck tras la muerte de su sobrino; Felipe Guillermo, quien murió soltero en 1729; Luisa Albertina, por matrimonio von Seeguth-Stanislawsky; Pedro Augusto, quien años más tarde heredaría Beck de su hermano mayor; Sofía Enriqueta, Burgravina y Condesa de Dohna-Schlobitten; y Carlota, Abadesa de Quedlinburg.

## Vida
Dorotea contrajo matrimonio con Jorge Federico Carlos de Brandeburgo-Bayreuth, más tarde Margrave de Bayreuth, el 17 de abril de 1709 en Reinfeld. Tuvieron cinco hijos, dos varones y tres hijas.
La unión fue completamente infeliz. En 1716, Dorotea fue declarada culpable de adulterio y encarcelada en Núremberg; ocho años después, en 1724, el matrimonio fue formalmente disuelto, pero Dorotea permaneció en prisión. En 1726, su anterior marido ascendió al trono. A la muerte de su anterior marido en 1735, fue liberada.
Oficialmente pronunciada muerta, fue a Suecia donde vivió bajo el nombre de Dorotea von Ziedewitz, primero como invitada del Gobernador von Brehmen y después con su viuda a las afueras de Kalmar, y finalmente con la familia Lewenhaupt en el Castillo de Stävlö por el pago de §1000, donde murió a la edad de setenta y seis años. Para ese tiempo, todos sus hijos, excepto el Margrave Federico de Bayreuth —quien murió dos años después (1763)—, ya habían fallecido.

## Hijos
1. Sofía Cristiana Luisa (Weferlingen, 4 de enero de 1710 - Bruselas, 13 de junio de 1739), desposó el 11 de abril de 1731 al Príncipe Alejandro Fernando, 3º Príncipe de Thurn y Taxis.
2. Federico (Weferlingen, 10 de mayo de 1711 - Bayreuth, 26 de febrero de 1763), sucesor de su padre como Margrave de Bayreuth.
3. Guillermo Ernesto (Weferlingen, 26 de julio de 1712 - Mantua, 7 de noviembre de 1733).
4. Sofía Carlota Albertina (Weferlingen, 27 de julio de 1713 - Ilmenau, 2 de marzo de 1747), desposó el 7 de abril de 1734 al Duque Ernesto Augusto I de Sajonia-Weimar.
5. Sofía Guillermina (Weferlingen, 8 de julio de 1714 - Aurich, 7 de septiembre de 1749), desposó el 25 de mayo de 1734 al Príncipe Carlos Edzard de Frisia Oriental.